# NGC 712
NGC 712 је лентикуларна галаксија у сазвежђу Андромеда која се налази на NGC листи објеката дубоког неба.
Деклинација објекта је + 36° 49' 11" а ректасцензија 1h 53m 8,4s. Привидна величина (магнитуда) објекта NGC 712 износи 12,8 а фотографска магнитуда 13,8. NGC 712 је још познат и под ознакама UGC 1352, MCG 6-5-35, CGCG 522-43, PGC 6988.